# ژیلبر ژرنتس
ژیلبر ژرنتس (فرانسوی: Gilbert Gérintès‎; ۱۶ اوت ۱۹۰۲ – ۱۵ مهٔ ۱۹۶۸) بازیکن راگبی ۱۵ نفره اهل فرانسه بود.